# آنوسیبه آنئالا
آنوسیبه آنئالا (Anosibe An'ala) یکی از ۵ ناحیه منطقه آلائوترا-مانگورو واقع در کشور ماداگاسکار می‌باشد. مرکز این ناحیه آنوسیبه آنئالا است.